# مها السديري
الأميرة مها بنت محمد بن أحمد السديري هي أميرة سعودية و زوجة سمو ولي العهد نائب رئيس مجلس الوزراء وزير الداخلية السابق صاحب السمو الملكي الأمير نايف بن عبد العزيز آل سعود. تعد الاميرة مها السديري شاعرة، وكانت في بداياتها تكتب أشعارها بالاسم الفني (غيوض). وقد تغنى بكلماتها العديد من الفنانين المعروفين أشهرهم الفنان خالد عبد الرحمن.

## الجدل
تُعدّ مها السديري أميرةً مثيرةً للجدل حيثُ حصلت على عقارٍ فاخرٍ في مقاطعة سيمينول بفلوريدا مقابل مليوني دولار ثمّ أنفقت 4 ملايين دولار أخرى على التحسينات بما في ذلك بناء دار ضيافة ومسجدٍ للصلاة كما زُوِّد المنزل بنظامٍ أمني متطوّر ما أثار بعض الضجّة بخصوص هذا البذخ. نشرت عددٌ من وسائل الإعلام أخبارًا عن مها تعودُ لعام 1995 عندما تورطت في فضيحة ضربها خادمًا يُشتبه في قيامه بسرقة 200 ألف دولار نقدًا ومجوهرات منها.
بحلول عام 2009؛ أنفقت مها 20 مليون دولار خلال تسوقها في متاجر راقية في العاصمة الفرنسية باريس، كما عاشت خلال تلك الفترة في العديد من الفنادق الكبرى في فرنسا بما في ذلك فندق كريلون الذي ظلت فيهِ لفترة طويلة ثم انتقلت إلى فندق فور سيزونز جورج الخامس المملوك من قبل ابن أخيها الوليد بن طلال. أفادت المحلات التجارية التي تسوّقت منها مها أن سجّل مدفوعاتها كان دائمًا ممتازًا؛ لكن موظفي الأميرة بدأوا يتجاهلون الدفع فجأة. ومنذ ذلك الحين تم ملاحقتها من قِبل حوالي 30 تاجر تجزئة باريسي لمطالبتها بدفعِ ديونٍ بلغت حوالي مليون يورو. حصلت شركة كاي لارجو لمتاجر التجزئة (بالإنجليزية: Key Largo)‏ على ضمانٍ للدفع بعد الحصول على أمرٍ من المحكمة للاستيلاء على بضائع الأميرة من جناحها في فندق جورج الخامس؛ وكانّ القنصل السعودي قد استقبلَ المحضرين الذين أصدروا مدفوعات مضمونة بقيمة 125,000 دولار بحضور قائد شرطة. قِيل إن هذه الديون قد تمت تسويتها في نهاية المطاف عبر السفارة السعودية؛ وقد أثارت الدعاية السلبية لإقامةِ مها الباريسية غضب الملك عبد الله ومع ذلك فقد عادت مرة أخرى إلى باريس من السعودية في كانون الأول/ديسمبر 2011.
ذكرت وسائل إعلام أن مها وحاشيتها التي كانت تشغلُ 41 غرفةً في فندق شانجريلا في الدائرة 16 في باريس حيث كانوا يقيمون منذ 23 كانون الأول/ديسمبر 2011 قد حاولوا التسلل من الفندق في الساعة 3:30 صباحًا في 31 أيّار/مايو 2012 دون دفع الفاتورة التي تبلغُ قيمتها 7 ملايين دولار. استُدعيت الشرطة لعينِ المكان من أجلِ التحقيق لكن مها كانت تملكُ حصانة دبلوماسية؛ وفي غضون ذلك انتقلت إلى فندق رويال مونسو المملوك لصديقِ أمير قطر. بحلول آذار/مارس 2013؛ حصلَ الدائنون على أمرٍ قضائي من قاضٍ في منطقة نانتير بالاستيلاء على وحدتي تخزين تحتويان على مشتريات مها من عام 2012 ليتمَّ بيعهما بالمزاد العلني لإرضاء الدائنين. نتيجةً لكل هذا؛ مُنعت مها من مغادرة المملكة العربية السعودية.